# Clémence Ramnoux
Clémence Ramnoux (1905 – 1997) fue una filósofa francesa, especialista en el pensamiento griego presocrático.

## Trayectoria
Tras estudiar en el instituto Condorcet, Clémence Ramnoux entró en la Escuela Normal Superior de París, de letras, en 1927; fue compañera de estudios de Simone Pétrement, Jean Beaufret y Simone Weil. Logró la agregación de filosofía en 1931, y enseñó en la secundaria.
Hizo luego el doctorado en Argel, donde fue profesora entre 1958 y 1963. Participó, en 1965, en la creación de la vanguardista Universidad de Nanterre, con Paul Ricœur y Jean-François Lyotard. Allí enseñó pensamiento griego, hasta retirarse en 1975; entre sus alumnos se contó el helenista y platónico Luc Brisson.